# 狼牙棒

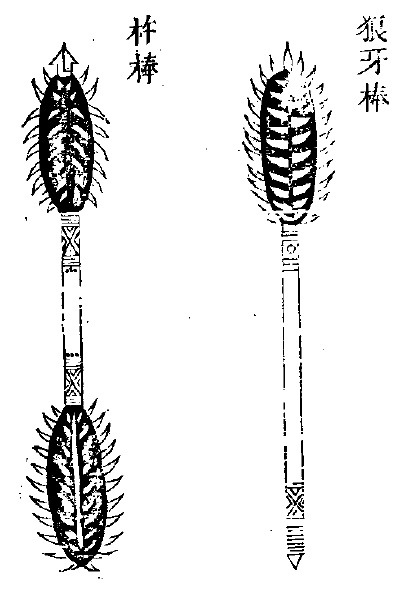
狼牙棒

狼牙棒，为古代兵器的一种，用坚重的木头制成，长四五尺，上端长圆作枣子形，形如狼牙。

## 歷史
在宋朝時是金國士兵所用武器，紹興年間有戲劇反映了當時宋人對該武器威力的無奈。